# Броньо, Тони
Тони Броньо (фр. Toni Brogno; род. 19 июля 1973, Шарлеруа, Эно) — бельгийский футболист, известный по выступлениям за «Вестерло» и сборную Бельгии. Лучший бомбардир чемпионата Бельгии сезона 1999/2000.
Родной брат Тони — Данте, а также племянник Лорис — также профессиональные футболисты.[значимость факта?]

## Клубная карьера
Тони Броньо начал карьеру в клубе из своего родного города, с одноимённым названием, «Марчинне». В 1993 году он дебютировал за команду в третьем дивизионе чемпионата Бельгии по футболу. Через год Броньо перешёл в «Шарлеруа», где забил гол уже в дебютном матче. Из-за малого количества игрового времени, предоставляемого в клубе, через год Броньо перешёл в «Олимпик Шарлеруа», который выступал в третьем дивизионе. В «Олимпике» нападающий получил игровую практику. В 62 матчах за клуб он забил 25 мячей. В сезоне 1997/1998 перспективного нападающего заметил клуб «Вестерло» и пригласил в свои ряды. В новой команде Броньо провёл лучшие годы своей карьеры. В сезоне 1999/2000 он забил за клуб 30 голов, став лучшим бомбардиром чемпионата вместе с норвежцем Мартином Арстом, а также помог «Вестерло» пробиться в еврокубки.
После окончания сезона Броньо подписал контракт с французским «Седаном». 1 августа 2000 года в матче против «Пари Сен-Жермен» Броньо дебютировал в Лиге 1. В течение двух сезонов во Франции нападающий забил 8 голов в 29 матчах. В 2002 году Броньо возвратился в «Вестерло», где провёл два сезона, забив 17 мячей. Затем он вновь перешёл в «Шарлеруа», но из-за низкой результативности покинул команду в 2006 году, приняв предложение «Ауд-Хеверле Лёвен». В первом дивизионе чемпионата Бельгии Тони Броньо обрёл вторую молодость, забив 24 гола в 53 матчах. Закончил свою футбольную карьеру, проведя один сезон в «Олимпик Шарлеруа».

## Международная карьера
18 ноября 1998 года Тони Броньо дебютировал в сборной Бельгии в товарищеском матче против сборной Люксембурга, став первым футболистом вызванным с сборную из клуба «Вестерло».
Броньо также попал в расширенный список кандидатов на участие в домашнем чемпионате Европы в 2000 году, но в окончательную заявку не вошёл.

### Матчи за сборную Бельгии
| #   | Дата            | Место                  | Противник  | Результат | Соревнование      |
| --- | --------------- | ---------------------- | ---------- | --------- | ----------------- |
| 01. | 18 ноября 1998  | Люксембург, Люксембург | Люксембург | 0:0       | Товарищеский матч |
| 02. | 30 мая 1999     | Киото, Япония          | Перу       | 1:1       | Товарищеский матч |
| 03. | 4 сентября 1999 | Роттердам, Нидерланды  | Голландия  | 5:5       | Товарищеский матч |
| 04. | 10 октября 1999 | Сандерленд, Англия     | Англия     | 1:2       | Товарищеский матч |
| 05. | 13 ноября 1999  | Лечче, Италия          | Италия     | 3:1       | Товарищеский матч |
| 06. | 23 февраля 2000 | Шарлеруа, Бельгия      | Португалия | 1:1       | Товарищеский матч |